# Nazionale maschile di cricket del Sudafrica
La nazionale di cricket del Sudafrica è la squadra nazionale di cricket, posta sotto l'egida del Cricket South Africa. Ha partecipato a tutte le edizioni della Coppa del Mondo di cricket a partire dal 1992, arrivando in 5 occasioni in semifinale (1992, 1999, 2007, 2015, 2023). Non ha preso parte alle prime 4 edizioni a causa dell'apartheid.

## Storia

### Le origini
Il Port Elizabeth Cricket Club, fondato nel 1843, è il più antico club di cricket del Sudafrica. Nel 1862 fu organizzato per la prima volta a Città del Capo un incontro annuale noto come "Mother Country v Colonial Born". Entro la fine degli anni 1840, il cricket, originariamente radicato nella Colonia del Capo, si era diffuso anche tra gli afrikaner dello Stato Libero dell'Orange e della Repubblica del Transvaal, discendenti dei coloni olandesi.
Nel 1876 Port Elizabeth introdusse la "Champion Bat", un trofeo per la competizione tra città sudafricane. Il primo torneo si tenne a Port Elizabeth, e il King William's Town Cricket Club si aggiudicò la vittoria sia nell'edizione inaugurale del 1876 che l'anno successivo, nel 1877.
Nel 1888 Sir Donald Currie sponsorizzò la prima squadra inglese in tournée in Sudafrica, un evento che segnò l'introduzione del cricket di prima classe e del Test cricket nel paese. La squadra era gestita dal maggiore R.G. Warton e capitanata da C. Aubrey Smith, che in seguito avrebbe intrapreso una carriera come attore a Hollywood.
Durante il tour, Currie donò un trofeo, originariamente chiamato Kimberley Cup e successivamente noto come Currie Cup, destinato al campionato nazionale delle squadre provinciali sudafricane. Il trofeo fu vinto per la prima volta dal Transvaal nella stagione 1889-90, consolidando la Currie Cup come il principale torneo domestico di cricket in Sudafrica.

### I primi test match
Nella stagione 1888-89 il Sudafrica divenne la terza nazione a partecipare a un Test match, affrontando l'Inghilterra a Port Elizabeth sotto la guida del capitano Owen Robert Dunell. Poco dopo, si disputò un secondo Test match a Città del Capo. Tuttavia, queste due partite, così come tutte le altre giocate dal "South African XI" contro squadre in tournée, non ricevettero lo status ufficiale di Test fino a quando il Sudafrica non entrò a far parte dell'Imperial Cricket Conference insieme a Inghilterra e Australia nel 1906.
La squadra inglese in tournée, organizzata dal maggiore R.G. Warton, non rappresentava ufficialmente il cricket inglese ed era presentata come "Major Warton's XI" contro il "South African XI". I giocatori stessi non erano consapevoli di aver preso parte a incontri di cricket internazionale, e la squadra inglese, composta da giocatori di livello inferiore, era considerata debole rispetto agli standard della contea. Il "South African XI", una squadra alle prime armi e inesperta, subì pesanti sconfitte in entrambi i Test.
Il record iniziale del Sudafrica nei Test rimane il peggiore tra tutte le nazioni che attualmente giocano partite di Test, con dieci sconfitte e un solo pareggio nei primi undici incontri. La squadra iniziò a dimostrare una crescita significativa solo nel 1904, quando iniziò a emergere come una formazione internazionale competitiva. La prima vittoria in un Test match arrivò nel 1906 contro l'Inghilterra, dopo un'attesa di 17 anni.
Il periodo iniziale del cricket sudafricano fu caratterizzato da molte difficoltà, con il punto più basso raggiunto durante il tour inglese del 1895-96. In quell'occasione, il Sudafrica fu pesantemente sconfitto in una serie di tre Test, perdendo i match rispettivamente con margini di 288 run, un inning e 197 run, e un inning e 32 run.

### Il Sud Africa si affaccia al palcoscenico globale
La squadra australiana di cricket effettuò un tour in Sudafrica nel 1902, schierando una formazione di grande prestigio composta da alcuni dei principali giocatori dell'Età dell'Oro del Cricket Australiano. Nonostante il Sudafrica perse la serie di Test match per 2-0, il tour segnò un momento significativo per la squadra sudafricana. Nella prima partita, giocata a Johannesburg, il Sudafrica riuscì a evitare la sconfitta per la prima volta nella sua storia, ottenendo un pareggio.
Nel 1904, il Sudafrica intraprese un tour in Inghilterra su invito del Marylebone Cricket Club per disputare una serie di partite di prima classe. Tuttavia, la squadra non era considerata di livello sufficientemente alto per partecipare a Test match ufficiali. Durante il tour, il Sudafrica ottenne dieci vittorie su ventidue partite, dimostrando notevoli progressi. Tra i momenti più significativi vi fu un emozionante pareggio contro il Middlesex, una delle squadre di vertice del County Championship di quell'anno.
Nel 1906 l'Inghilterra intraprese un tour reciproco in Sudafrica, che per la prima volta includeva una serie di cinque Test ufficiali. La squadra inglese in tournée era composta principalmente da giocatori di riserva, con pochi membri regolari della formazione nazionale, tra cui Colin Blythe, Schofield Haigh e JN Crawford. Nonostante ciò, il Sudafrica non era considerato favorito all'inizio della serie. In un risultato inaspettato durante il primo Test a Johannesburg, il Sudafrica ottenne una storica vittoria per 1 wicket, guidato dal capitano Percy Sherwell. Questo successo rappresentò la prima vittoria nei Test per il Sudafrica, un traguardo significativo nella storia del cricket della nazione. La serie è ampiamente riconosciuta come il momento che segnò l'emergere del Sudafrica come una forza rispettabile nel cricket internazionale. La loro capacità di sfruttare tattiche innovative, come l'uso dei googlies, e di competere contro avversari più esperti evidenziò il rapido progresso della squadra sulla scena mondiale.

### Gli anni tra le due guerre
La Prima Guerra Mondiale portò alla sospensione temporanea del cricket internazionale. Le attività di cricket ripresero gradualmente con l'armistizio del novembre 1918, segnando un ritorno alla normalità sportiva.
Nel 1919-20, il Sudafrica ospitò per la prima volta una squadra delle Forze Imperiali Australiane, composta da giocatori di cricket di alto livello come Jack Gregory, Herbie Collins, Bert Oldfield e Nip Pellew. La squadra, una combinazione di militari e talenti di spicco del cricket australiano, disputò due partite contro un XI sudafricano. Nonostante l'impegno, i sudafricani furono sconfitti in entrambe le occasioni, evidenziando la superiorità degli australiani in quel periodo.
Nel 1921-22, l'Australia fu la prima squadra internazionale a compiere un tour ufficiale in Sudafrica dopo la Prima Guerra Mondiale. La serie, composta da tre test match, vide i primi due incontri, disputati rispettivamente a Durban e Johannesburg, terminare in pareggio. Tuttavia, l'Australia vinse il terzo test a Città del Capo con un margine di 10 wicket, assicurandosi così la serie con un punteggio complessivo di 1-0.

### Il secondo dopoguerra
Nel 1947 la squadra di cricket sudafricana effettuò un tour in Inghilterra, durante il quale il capitano Alan Melville e il vice-capitano Dudley Nourse stabilirono un record nei Test per una partnership di 319 run al terzo wicket, durante una partita a Trent Bridge. L'anno successivo, Nourse, all'epoca trentottenne e capitano del Natal, fu nominato capitano della squadra sudafricana per la serie contro il Marylebone Cricket Club in Sudafrica.
Nel periodo successivo, il Sudafrica continuò a giocare regolarmente contro squadre come Inghilterra, Australia e Nuova Zelanda fino al 1970. Tuttavia, il panorama del cricket sudafricano cambiò significativamente a causa di fattori politici e sociali. Nel maggio 1961, il Sudafrica lasciò il Commonwealth e, di conseguenza, uscì anche dall'Imperial Cricket Conference, dato che le regole dell'epoca limitavano l'appartenenza ai membri del Commonwealth. Sebbene nel 1964 l'ICC modificò le regole per consentire l'ingresso di nazioni come membri associati, il Sudafrica non presentò una nuova richiesta.
Le leggi sull'apartheid, introdotte nel 1948, imposero una segregazione razziale legale nel paese, impedendo ai giocatori non bianchi – classificati ufficialmente come "neri", "colorati" o "indiani" – di rappresentare il Sudafrica nel cricket internazionale. Questo sistema discriminatorio ebbe un impatto significativo sullo sviluppo e la partecipazione del cricket sudafricano a livello internazionale.

### La squalifica internazionale
Fino al 1964, solo gli atleti "bianchi" potevano rappresentare il Sudafrica negli sport internazionali a causa delle leggi dell'apartheid. L'affare D'Oliveira e il movimento anti-apartheid portarono nel 1970 all'adozione di una moratoria da parte della CPI, che escludeva il Sudafrica dalle competizioni internazionali di cricket.. Questa decisione escluse il Sudafrica dal Test cricket, privando il panorama internazionale di alcuni dei suoi giocatori più talentuosi. Tra questi, figure come Graeme Pollock, Barry Richard e Mike Procter videro le loro carriere di Test interrotte o limitate, nonostante fossero considerati tra i migliori giocatori della loro generazione. L'esclusione del Sudafrica ebbe anche ripercussioni a lungo termine, spingendo alcune future stelle del cricket a emigrare.
La firma dell'accordo di Gleneagles da parte di 33 stati membri del Commonwealth il 15 giugno 1977 aumentò l'isolamento sportivo del Sudafrica. L'accordo prevedeva il disaccoppiamento del paese dal mondo sportivo del Commonwealth per contrastare l'apartheid e includeva sanzioni per i membri che non rispettavano le disposizioni, escludendo le associazioni razziste dagli sport internazionali. I membri della CPI India, Pakistan e Indie occidentali hanno annunciato che non avrebbero consentito il ritorno del Sudafrica fino alla fine dell'apartheid. Di conseguenza, il Sudafrica fu escluso dalla partecipazione alla prima Coppa del Mondo del 1975 e alle successive edizioni del 1979, 1983 e 1987.
A causa del disaccoppiamento dagli eventi sportivi internazionali, l'associazione di cricket sudafricana tentò di convincere diverse nazioni a intraprendere "tour ribelli" in Sud Africa per mantenere viva l'attività sportiva nel paese. Tuttavia, questi tour affrontarono l'opposizione delle associazioni di cricket, dei governi dei paesi coinvolti, della Conferenza Internazionale del Cricket e delle Nazioni Unite.
Il primo tour ribelle di una squadra inglese in Sud Africa ebbe luogo nel 1982, guidato da Graham Gooch e composto da dodici giocatori, undici dei quali avevano esperienza nei Test. Le informazioni sul tour furono tenute segrete fino all'arrivo della squadra a Johannesburg. Ci si aspettava solo una breve protesta pubblica, ma il tour suscitò una reazione mondiale di indignazione da parte della stampa e dei politici, con il Parlamento britannico che definì i giocatori coinvolti come “la sporca dozzina”. In Sud Africa, però, il governo e i media "bianchi" accolsero positivamente il ritorno del cricket internazionale ufficiale. Tutti i giocatori inglesi furono squalificati per tre anni dal cricket internazionale, concludendo la carriera di alcuni di loro, tra cui Geoffrey Boycott, il principale marcatore del Test cricket dell'epoca.
Il secondo tour ribelle avvenne nell'ottobre 1982, con la squadra dello Sri Lanka, guidata da Bandula Warnapura, che visitò il Sud Africa. Lo Sri Lanka aveva ottenuto lo status di Test nello stesso anno e aveva giocato il suo primo Test contro l'Inghilterra a Colombo a febbraio. Durante il tour, la squadra srilankese perse per sette wicket contro una formazione più esperta e fu battuta in tutti e quattro gli ODI e in entrambi i Test. Il Consiglio di controllo del cricket dello Sri Lanka impose sanzioni a vita ai giocatori coinvolti nel tour, e nessuno dei 14 partecipanti poté più giocare a cricket internazionale per il proprio paese.
Dopo un decennio di isolamento, il cricket sudafricano era in declino, con una diminuzione degli standard, della frequenza degli incontri e della partecipazione giovanile. Nel frattempo, il cricket internazionale continuava a evolversi con la creazione della Coppa del Mondo e delle World Series Cricket, ma il Sud Africa rimase escluso da tutti questi tornei. Già nel 1979, Doug Insole, un rappresentante dell'ICC, aveva detto a Ali Bacher, dirigente sudafricano, che il ritorno del Sud Africa nel cricket internazionale era impensabile prima della fine dell'apartheid. Anche se ai giochi dei tour ribelli fu inizialmente concesso lo status di prima classe, l'ICC lo ritirò nel 1993.

### Il cricket nella nazionale arcobaleno
Il 2 febbraio 1990, il presidente sudafricano Frederik Willem de Klerk annunciò cambiamenti politici radicali che portarono alla legalizzazione dell'African National Congress, al rilascio di Nelson Mandela, alla fine dell'apartheid e alle prime elezioni democratiche per tutti i sudafricani. Con la conclusione dell'apartheid, l'ICC riammise il Sudafrica come nazione di Test cricket nel 1991.
La prima partita internazionale autorizzata dal 1970, e anche la prima One-Day International (ODI) della storia sudafricana, fu giocata contro l'India a Calcutta il 10 novembre 1991, terminando con una sconfitta per 3 wicket. Il ritorno al Test cricket avvenne nell'aprile 1992 contro le Indie Occidentali a Bridgetown, Barbados, dove il Sudafrica perse per 52 run.
Dopo l'annuncio del governo sudafricano riguardo al referendum per l'abolizione dell'apartheid, la ICC concesse alla squadra nazionale di partecipare ai Mondiali di cricket 1992 in Australia e Nuova Zelanda. L'ANC di Nelson Mandela appoggiò esplicitamente la partecipazione della squadra al torneo. Omar Henry fu l'unico giocatore "non bianco" nella squadra sudafricana, rappresentando per la prima volta il paese in un grande evento sportivo internazionale. Il referendum si svolse poco prima della conclusione dei Mondiali e vide un ampio sostegno della popolazione "bianca" al processo di cambiamento politico. Nel torneo, il Sud Africa arrivò sorprendentemente alle semifinali, ma perse contro l'Inghilterra per 19 punti a causa di una controversa regola sulla pioggia che fissò un nuovo obiettivo per la squadra sudafricana. Questa regola è stata successivamente considerata una delle principali cause del fallimento del Sud Africa nel torneo, portando all'introduzione del metodo Duckworth-Lewis per gestire situazioni simili.
Dalla riammissione del Sudafrica nel 1992, i risultati della squadra sono stati contrastanti. Nei tornei internazionali, come gli One-Day Internationals (ODI) e il cricket T20I, il Sudafrica ha spesso deluso le aspettative e ha guadagnato la reputazione di "chokers", cioè una squadra che tende a fallire nei momenti decisivi. Questa percezione è dovuta a una serie di eliminazioni premature in competizioni importanti, inclusa la Coppa del Mondo e altri tornei, in cui la squadra non è riuscita a capitalizzare il proprio potenziale e ha subito sconfitte che hanno segnato la sua storia sportiva.
Ai Mondiali del 1996, svoltisi in India, Pakistan e Sri Lanka, il Sudafrica vinse tutte e cinque le partite del turno preliminare, ma fu eliminato nei quarti di finale dopo una sconfitta contro le Indie Occidentali. La squadra ottenne successo in altre competizioni, vincendo il primo ICC Champions Trophy nel 1998 contro le Indie Occidentali e conquistando anche la medaglia d'oro nel cricket ai Giochi del Commonwealth del 1998 in Malesia, il loro unico titolo fino ad oggi.

### Il nuovo millennio
Nell'aprile del 2000, il cricket sudafricano fu travolto da uno scandalo sulle scommesse che coinvolse il capitano Hansie Cronje, una delle figure più rispettate della squadra. Accusato di aver accettato denaro per manipolare i risultati delle partite, Cronje inizialmente negò le accuse, ma successivamente ammise il suo coinvolgimento. L'11 ottobre 2000, la Commissione del Cricket sudafricano e l'ICC lo squalificarono a vita da qualsiasi attività legata al cricket.
Ai Mondiali del 2003, disputati in Sudafrica, la squadra di casa era tra le favorite per la vittoria finale. Tuttavia, la loro campagna si concluse prematuramente durante il turno preliminare a causa di un episodio drammatico nell'ultima partita del girone contro lo Sri Lanka. Con l'arrivo imminente della pioggia, il Sudafrica era consapevole di dover raggiungere un determinato punteggio per pareggiare secondo il metodo Duckworth-Lewis, ma un malinteso sui calcoli portò la squadra a fermarsi esattamente al punteggio necessario per il pareggio, anziché superarlo. Quando la pioggia interruppe la partita, il pareggio fu sufficiente per eliminare il Sudafrica dal torneo, segnando un'altra delusione significativa per una squadra con grandi aspettative.
Il Sudafrica detiene il record per l'inseguimento di punteggio più alto mai completato con successo in un One-Day International (ODI). Il 12 marzo 2006, in una partita contro l'Australia a Johannesburg, la squadra superò il totale di 434 fissato dall'Australia, raggiungendo 438-9 con una palla rimanente. La partita vide Herschelle Gibbs segnare 175 su 111 palle, con altri contributi rilevanti da parte dei suoi compagni di squadra. Questo incontro è spesso citato come uno dei più memorabili nella storia degli ODI.
Alla Coppa del Mondo del 2007, disputata nelle Indie Occidentali, il Sudafrica iniziò il torneo in modo promettente, registrando vittorie convincenti contro Inghilterra, Indie Occidentali, Irlanda, Paesi Bassi e Scozia, oltre a una vittoria di misura contro lo Sri Lanka. Tuttavia, il torneo fu segnato anche da alcune prestazioni deludenti, tra cui sconfitte contro l'Australia e il Bangladesh. Questi risultati impedirono alla squadra di concludere la fase a gironi al primo posto. Nella semifinale contro l'Australia, il Sudafrica ebbe una prestazione deludente, totalizzando solo 149 punti, il suo punteggio più basso nella storia della Coppa del Mondo. L'Australia vinse agevolmente la partita per sette wicket, eliminando il Sudafrica dalla competizione.
Ai Mondiali del 2011, disputati in India, Sri Lanka e Bangladesh, il Sudafrica concluse brillantemente la fase a gironi, arrivando primo nel Gruppo B. La squadra vinse tutte le partite del girone, inclusa una vittoria significativa contro i padroni di casa dell'India. Nei quarti di finale contro la Nuova Zelanda, il Sudafrica subì un crollo drammatico: dopo una partenza promettente, la squadra perse otto wicket per soli 68 punti, venendo eliminata dal torneo in modo deludente. Questo risultato confermò la loro reputazione di squadra incapace di performare nei momenti decisivi.

### Gli anni '10 e i format brevi
Le premature eliminazioni del Sudafrica ai Mondiali T20 del 2012 e dall'ICC Champions Trophy del 2013 hanno rafforzato la percezione della squadra come incapace di gestire la pressione nei momenti chiave dei principali tornei internazionali. Nonostante il talento e le aspettative elevate, il Sudafrica non è riuscito a raggiungere le fasi finali in entrambi gli eventi, confermando la reputazione di "chokers" che li accompagna da anni.
La semifinale della Coppa del Mondo 2015 contro la Nuova Zelanda è considerata una delle sconfitte più dolorose nella storia del cricket sudafricano. Dopo un'interruzione per pioggia, il Sudafrica, battendo per primo, ha registrato 281/5, con un obiettivo rivisto a 298 secondo il metodo Duckworth-Lewis-Stern. La Nuova Zelanda, guidata da una straordinaria prestazione del capitano Brendon McCullum, ha inseguito con successo l'obiettivo grazie a Grant Elliott, il quale ha segnato 84*, compreso un limite decisivo sul penultimo ball del lanciatore Dale Steyn. Questa sconfitta, nonostante l'ottima forma del Sudafrica durante il torneo, ha segnato un'altra delusione in un momento cruciale. Tuttavia, successivamente, la squadra ha dominato le serie bilaterali ODI, raggiungendo il primo posto nella classifica mondiale di questa categoria.
Durante la Coppa del Mondo 2019 in Inghilterra, il Sudafrica ha avuto una campagna deludente, registrando la sua peggiore prestazione dai tempi del torneo casalingo del 2003. La squadra ha iniziato con una sconfitta contro i padroni di casa e futuri campioni, l'Inghilterra, seguita da ulteriori battute d'arresto contro Bangladesh e India. Una partita contro le Indie Occidentali è stata annullata a causa della pioggia. Sebbene il Sudafrica abbia battuto l'Afghanistan, ha subito altre sconfitte contro Nuova Zelanda e Pakistan. Concludendo la fase a gironi con sole tre vittorie, la squadra non è riuscita a qualificarsi per la fase a eliminazione diretta.

### Gli anni dopo laCOVID-19
Nel Super 12 della Coppa del Mondo T20 2021, tenutasi in Oman e negli Emirati Arabi Uniti, il Sudafrica ha iniziato il torneo con una sconfitta contro l'Australia. Tuttavia, i Proteas si sono ripresi rapidamente, vincendo le successive quattro partite contro Indie Occidentali, Sri Lanka, Bangladesh e Inghilterra. Nonostante questa forte ripresa e il successo nelle partite rimanenti, il Sudafrica non è riuscito a qualificarsi per le semifinali a causa di un tasso di esecuzione netto inferiore rispetto all'Australia. Nel maggio 2021, i Protea sono scivolati per la prima volta al settimo posto nella classifica mondiale dei test.
Nel Super 12 della Coppa del Mondo T20 del 2022 in Australia, il Sudafrica ha iniziato il torneo con una partita contro lo Zimbabwe, che è stata interrotta a causa della pioggia e dichiarata senza risultato. Successivamente, i Proteas hanno ottenuto vittorie convincenti contro Bangladesh e India, migliorando significativamente il loro tasso netto di esecuzione e aumentando le possibilità di qualificarsi per le semifinali. Tuttavia, il Sudafrica ha subito sconfitte inattese contro Pakistan e Olanda, con quest'ultima particolarmente sorprendente, portando all'eliminazione della squadra dal torneo.
Durante la Coppa del Mondo di cricket 2023, tenutasi in India, il Sudafrica ha mostrato prestazioni impressionanti nella fase a gironi. I Proteas hanno ottenuto vittorie dominanti contro squadre di alto profilo come Sri Lanka, Australia, Inghilterra, Bangladesh, Pakistan, Nuova Zelanda e Afghanistan. Tuttavia, hanno subito una sorprendente sconfitta contro i Paesi Bassi e una sconfitta contro l'India. Nonostante queste battute d'arresto, la squadra si è qualificata per le semifinali, dove ha affrontato l'Australia. In una partita combattuta, il Sudafrica è stato eliminato dopo aver perso per tre wicket, prolungando la sua attesa per un titolo mondiale.
Alla Coppa del Mondo T20 del 2024, disputata nelle Indie Occidentali e negli Stati Uniti, il Sudafrica ha ottenuto una performance straordinaria, rimanendo imbattuto durante tutto il torneo fino alla finale. Questo risultato ha segnato una pietra miliare per i Proteas, che hanno raggiunto per la prima volta la finale di un evento mondiale. In finale hanno affrontato l'India, anch'essa imbattuta nel torneo. Nonostante una partita equilibrata e combattuta fino all'ultima fase, il Sudafrica è stato sconfitto con un margine ristretto di sette punti, mancando l'opportunità di vincere il loro primo titolo mondiale.
Nel 2025 il Sudafrica prende parte all'ICC Champions Trophy dal 19 febbraio al 9 marzo in Pakistan, venendo inserito nel gruppo B, terminando al primo posto nel girone, vincendo contro l'Inghilterra e l'Afghanistan, non giocando per pioggia le partite contro l'Australia. Il 5 marzo gli australiani hanno giocato la semifinale contro la Nuova Zelanda al Gaddafi Stadium di Lahire, perdendo di 50 runs e venendo eliminata dal torneo.

## Albo d'oro

### ICC World Test Championship
| Anno      | Round    | Pos.   | GP | W  | L  | D | NR |
| --------- | -------- | ------ | -- | -- | -- | - | -- |
| 2019-2021 | Gironi   | 5/9    | 13 | 5  | 8  | 0 | 0  |
| 2021-2023 | Gironi   | 3/9    | 15 | 8  | 6  | 1 | 0  |
| 2023-2025 | Campione | 1/9    | 13 | 9  | 3  | 1 | 0  |
| Totale    | Totale   | Totale | 41 | 22 | 17 | 2 | 0  |

### Coppa del Mondo di cricket
| Anno   | Round                  | Pos.                   | GP                     | W                      | L                      | T                      | NR                     |
| ------ | ---------------------- | ---------------------- | ---------------------- | ---------------------- | ---------------------- | ---------------------- | ---------------------- |
| 1975   | Nazionale squalificata | Nazionale squalificata | Nazionale squalificata | Nazionale squalificata | Nazionale squalificata | Nazionale squalificata | Nazionale squalificata |
| 1979   | Nazionale squalificata | Nazionale squalificata | Nazionale squalificata | Nazionale squalificata | Nazionale squalificata | Nazionale squalificata | Nazionale squalificata |
| 1983   | Nazionale squalificata | Nazionale squalificata | Nazionale squalificata | Nazionale squalificata | Nazionale squalificata | Nazionale squalificata | Nazionale squalificata |
| 1987   | Nazionale squalificata | Nazionale squalificata | Nazionale squalificata | Nazionale squalificata | Nazionale squalificata | Nazionale squalificata | Nazionale squalificata |
| 1992   | Semifinale             | 3/9                    | 9                      | 5                      | 4                      | 0                      | 0                      |
| 1996   | Quarti di finale       | 5/12                   | 6                      | 5                      | 1                      | 0                      | 0                      |
| 1999   | Semifinale             | 4/12                   | 11                     | 7                      | 4                      | 0                      | 0                      |
| 2003   | Fase a gironi          | 9/14                   | 6                      | 3                      | 2                      | 1                      | 0                      |
| 2007   | Semifinale             | 4/16                   | 10                     | 6                      | 4                      | 0                      | 0                      |
| 2011   | Quarti di finale       | 5/14                   | 7                      | 5                      | 2                      | 0                      | 0                      |
| 2015   | Semifinale             | 4/14                   | 8                      | 5                      | 3                      | 0                      | 0                      |
| 2019   | Fase a gironi          | 7/10                   | 9                      | 3                      | 5                      | 0                      | 1                      |
| 2023   | Semifinale             | 3/10                   | 10                     | 7                      | 3                      | 0                      | 0                      |
| Totale | Totale                 | Totale                 | 76                     | 46                     | 28                     | 1                      | 1                      |

### Coppa del Mondo T20 maschile di cricket
| Anno   | Round      | Pos.   | GP | W  | L  | T | NR |
| ------ | ---------- | ------ | -- | -- | -- | - | -- |
| 2007   | Super 8    | 6/12   | 5  | 4  | 1  | 0 | 0  |
| 2009   | Semifinale | 3/12   | 8  | 7  | 1  | 0 | 0  |
| 2010   | Super 8    | 7/12   | 5  | 2  | 3  | 0 | 0  |
| 2012   | Super 8    | 7/12   | 5  | 2  | 3  | 0 | 0  |
| 2014   | Semifinale | 4/16   | 5  | 3  | 2  | 0 | 0  |
| 2016   | Super 10   | 5/16   | 4  | 2  | 2  | 0 | 0  |
| 2021   | Super 10   | 5/16   | 4  | 3  | 1  | 0 | 0  |
| 2022   | Super 12   | 6/16   | 5  | 2  | 2  | 0 | 1  |
| 2024   | Semifinale | 2/20   | 9  | 8  | 1  | 0 | 0  |
| Totale | Totale     | Totale | 50 | 33 | 16 | 0 | 1  |

### ICC Champions Trophy
| Anno   | Round         | Pos.   | GP | W  | L  | T | NR |
| ------ | ------------- | ------ | -- | -- | -- | - | -- |
| 1998   | Campioni      | 1/9    | 3  | 3  | 0  | 0 | 0  |
| 2000   | Semifinali    | 4/11   | 2  | 1  | 1  | 0 | 0  |
| 2002   | Semifinale    | 4/12   | 3  | 2  | 1  | 0 | 0  |
| 2004   | Fase a gironi | 6/12   | 2  | 1  | 1  | 0 | 0  |
| 2006   | Semifinale    | 3/10   | 4  | 2  | 2  | 0 | 0  |
| 2009   | Fase a gironi | 7/8    | 3  | 1  | 2  | 0 | 0  |
| 2013   | Semifinale    | 4/8    | 4  | 1  | 2  | 1 | 0  |
| 2017   | Fase a gironi | 5/8    | 3  | 1  | 2  | 0 | 0  |
| 2025   | Semifinale    | 3/10   | 4  | 2  | 1  | 0 | 1  |
| Totale | Totale        | Totale | 28 | 14 | 12 | 1 | 1  |

### Giochi del Commonwealth
| Anno   | Round    | Pos.   | GP | W | L | T | NR |
| ------ | -------- | ------ | -- | - | - | - | -- |
| 1998   | Campione | 1/16   | 5  | 5 | 0 | 0 | 0  |
| Totale | Totale   | Totale | 5  | 5 | 0 | 0 | 0  |

## Statistiche
Partite internazionali – Sud Africa
Aggiornato al 26 luglio 2025.
| Record                  |     |     |     |   |      |
| Format                  | M   | W   | L   | T | D/NR |
| Tests                   | 475 | 188 | 161 | 0 | 126  |
| ODI                     | 686 | 415 | 245 | 6 | 20   |
| Twenty20 Internationals | 201 | 111 | 87  | 0 | 3    |

### Test match
Aggiornato all'8 luglio 2025 
| Nazionale         | P   | W   | L   | D   | T |
| ----------------- | --- | --- | --- | --- | - |
| vs Full Members   |     |     |     |     |   |
| Australia         | 102 | 27  | 54  | 21  | 0 |
| Bangladesh        | 16  | 14  | 0   | 2   | 0 |
| India             | 44  | 18  | 16  | 10  | 0 |
| Indie Occidentali | 34  | 23  | 3   | 8   | 0 |
| Inghilterra       | 156 | 35  | 66  | 55  | 0 |
| Nuova Zelanda     | 49  | 26  | 7   | 16  | 0 |
| Sri Lanka         | 33  | 18  | 9   | 6   | 0 |
| Pakistan          | 30  | 17  | 6   | 7   | 0 |
| Zimbabwe          | 11  | 10  | 0   | 1   | 0 |
| Totale            | 475 | 188 | 161 | 126 | 0 |

### ODI
Aggiornato al 7 marzo 2025 
| Nazionale            | P   | W   | L   | T | NR |
| -------------------- | --- | --- | --- | - | -- |
| vs Full Members      |     |     |     |   |    |
| Afghanistan          | 6   | 4   | 2   | 0 | 0  |
| Australia            | 110 | 55  | 51  | 3 | 1  |
| Bangladesh           | 25  | 19  | 6   | 0 | 0  |
| India                | 94  | 51  | 40  | 0 | 3  |
| Indie Occidentali    | 64  | 45  | 16  | 1 | 2  |
| Inghilterra          | 71  | 35  | 30  | 1 | 5  |
| Irlanda              | 11  | 8   | 3   | 0 | 0  |
| Nuova Zelanda        | 74  | 42  | 27  | 0 | 5  |
| Sri Lanka            | 81  | 46  | 33  | 1 | 1  |
| Pakistan             | 87  | 52  | 34  | 0 | 1  |
| Zimbabwe             | 41  | 38  | 2   | 0 | 1  |
| vs Associate Members |     |     |     |   |    |
| Canada               | 1   | 1   | 0   | 0 | 0  |
| Emirati Arabi Uniti  | 2   | 2   | 0   | 0 | 0  |
| Kenya                | 10  | 10  | 0   | 0 | 0  |
| Paesi Bassi          | 8   | 6   | 1   | 0 | 1  |
| Scozia               | 1   | 1   | 0   | 0 | 0  |
| Totale               | 686 | 415 | 245 | 6 | 20 |

### T20I
Aggiornato al 26 luglio 2025 
| Nazionale            | P   | W   | L  | T | NR |
| -------------------- | --- | --- | -- | - | -- |
| vs Full Members      |     |     |    |   |    |
| Afghanistan          | 3   | 3   | 0  | 0 | 0  |
| Australia            | 25  | 8   | 17 | 0 | 0  |
| Bangladesh           | 9   | 9   | 0  | 0 | 0  |
| India                | 31  | 12  | 18 | 0 | 1  |
| Indie Occidentali    | 26  | 12  | 14 | 0 | 0  |
| Inghilterra          | 26  | 13  | 12 | 0 | 1  |
| Irlanda              | 7   | 6   | 1  | 0 | 0  |
| Nuova Zelanda        | 18  | 11  | 7  | 0 | 0  |
| Sri Lanka            | 18  | 13  | 5  | 0 | 0  |
| Pakistan             | 24  | 12  | 12 | 0 | 0  |
| Zimbabwe             | 8   | 7   | 0  | 0 | 1  |
| vs Associate Members |     |     |    |   |    |
| Nepal                | 1   | 1   | 0  | 0 | 0  |
| Paesi Bassi          | 3   | 2   | 1  | 0 | 0  |
| Scozia               | 1   | 1   | 0  | 0 | 0  |
| Emirati Arabi Uniti  | 1   | 1   | 0  | 0 | 0  |
| Totale               | 201 | 111 | 87 | 0 | 3  |